# Peace, Nonviolence and Empowerment - Gandhian Philosophy in the 21st Century
 Paz, no violencia y empoderamiento - Filosofía gandhiana en el siglo XXI  'fue una conferencia celebrada en Nueva Delhi (Nueva Delhi) del 29 al 30 de enero de 2007. La conferencia se celebró para conmemorar el centenario de  Mohandas Gandhi satyagraha movimiento. Fue organizado por el  Congreso Nacional Indio. 122 organizaciones de 90 países participaron en la conferencia. Varios laurados del Premio Nobel asistieron al evento, incluyendo a Desmond Tutu,  Lech Walesa y el profesor  Mohammed Yunus. Nelson Mandela se dirigió a la reunión por enlace satelital.
La Presidenta del Congreso Sonia Gandhi asistió a las cuatro sesiones de panel de la conferencia. La conferencia apeló a la [Organización de las Naciones Unidas | Naciones Unidas] para declarar el cumpleaños de Gandhi (2 de octubre) como el [Día Internacional de la No Violencia]. Posteriormente, el 15 de junio de 2007, la Asamblea General de las Naciones Unidas (Asamblea General de las Naciones Unidas) aprobó por unanimidad el 2 de octubre el Día Internacional de la No Violencia, una moción presentada por el ministro de Estado para Asuntos Exteriores de la India, Anand Sharma. La conferencia hizo un llamamiento para crear un foro internacional de la sociedad civil para institucionalizar el enfoque gandhiano de la no -violencia.
A nivel nacional, la conferencia recibió críticas por su uso para promover la ascendencia política de Rahul Gandhi. Sin embargo, Rahul Gandhi tuvo un perfil bastante bajo en el evento.

## Participantes
Las siguientes personas (entre otras personas que no figuran en la siguiente lista) asistieron a esta conferencia:
- David Holly
- Lyonpo Khandu Wangchuk
- Marta Suplicy
- Liu Hongcai
- Abune Paulos
- Abune Paulos
- Berhanu Adello
- Gerima W. Kirkos
- Shaista Shameem
- Jan-Erik Enestam
- Philippe Humbert
- George Khutsishvili
- Sebastian Edathy
- Christian Bartolf
- Willy Wimmer
- Asiedu Nketia
- Adams Iddie Kofi
- Barbara Serwaa Asamoah
- Shirley A. Botchwey
- George Papandreou
- George Papandreou
- Tzannis Tzannetakis
- Katerina Georgopoulou
- Lia Papafilippou
- Paulina Lampsa
- Radha Kumar
- Jusuf Kalla
- Francesco Rutelli
- Maumoon Abdul Gayoom
- Pawel Zalewski
- Janez Drnovsek
- Ahmed Kathrada